# Club Cipolletti
El Club Cipolletti és un club de futbol argentí de la ciutat de Cipolletti.

## Història
El 1912 existí un club amb el nom Cipolletti Athletic Club. El 26 d'octubre de 1926 es fundà el Club Cipolletti. Va participar sis cops a la primera divisió argentina els anys 1973, 1975, 1977, 1979, 1980 i 1985.